# St. Sebastian (Bisdorf)

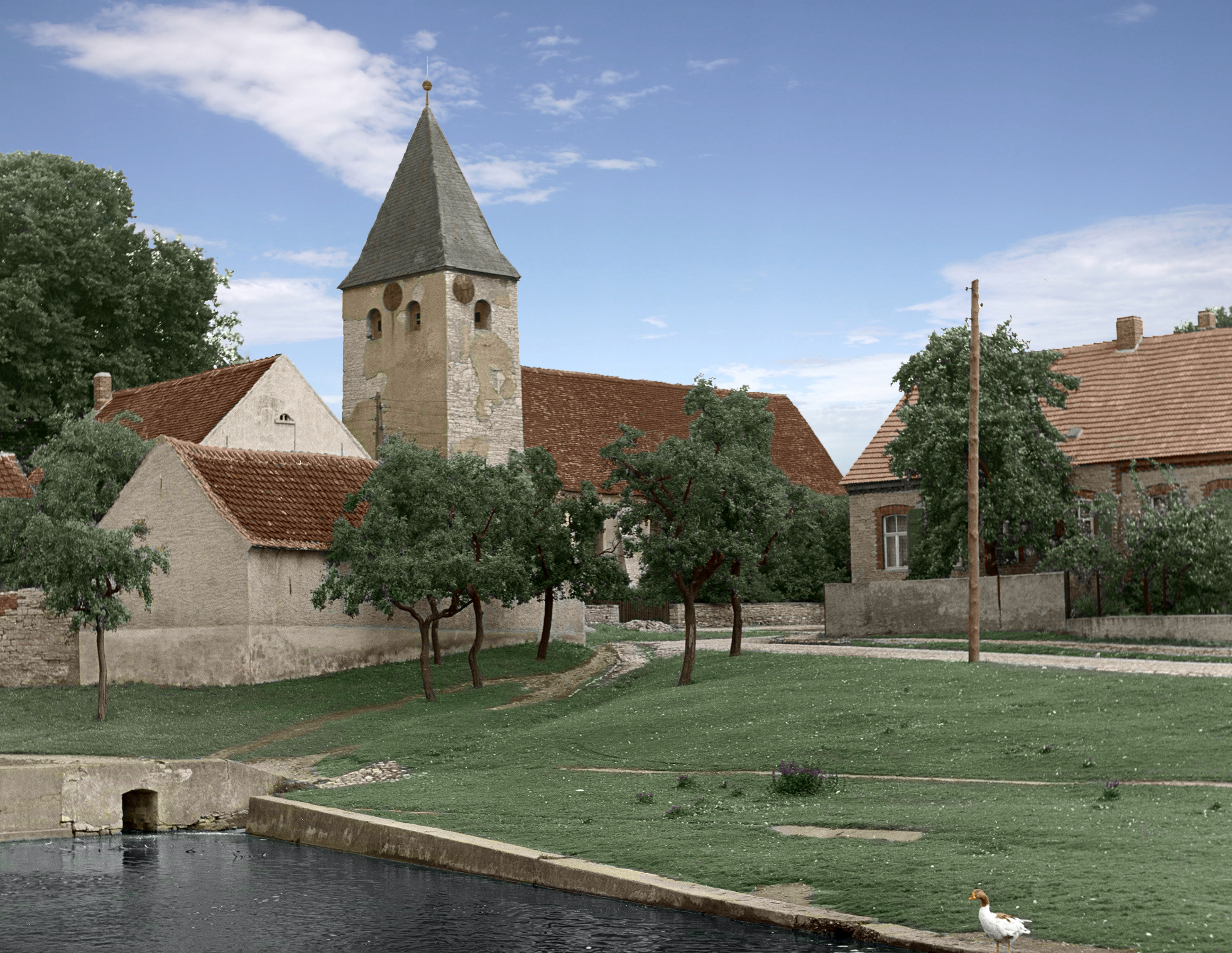
Kirche St. Sebastian (Bisdorf) ca. 1960er Jahre

Die Kirche St. Sebastian ist ein ehemaliger Sakralbau, der aus einem Westquerturm romanischen Ursprungs sowie einer Saalkirche mit Holztonnengewölbe besteht. Sie befindet sich im Ortsteil Bisdorf der Gemeinde Borne im Salzlandkreis von Sachsen-Anhalt und ist in der Liste der Kulturdenkmäler Sachsen-Anhalts geführt.
Der Ort gehörte einst zum Kernland ottonischer Christianisierung im 10. Jahrhundert, in deren Bauzeit der Turm fällt. Das heute nur noch als Ruine erhaltene Kirchenschiff wurde 1717 geweiht und steht seit den 1970er Jahren leer. Zusammen mit den angrenzenden, ebenfalls denkmalgeschützten Richterhöfen wurde die Kirche Anfang der 1990er Jahre an private Investoren verkauft. Die aktuelle Eigentümerin, eine Firma, die in der Region Windparkanlagen betreibt, will das Bauensemble sanieren und damit als Wohn- bzw. Lebensraum wiedererstehen lassen.

## Geschichte und Patronatszugehörigkeit

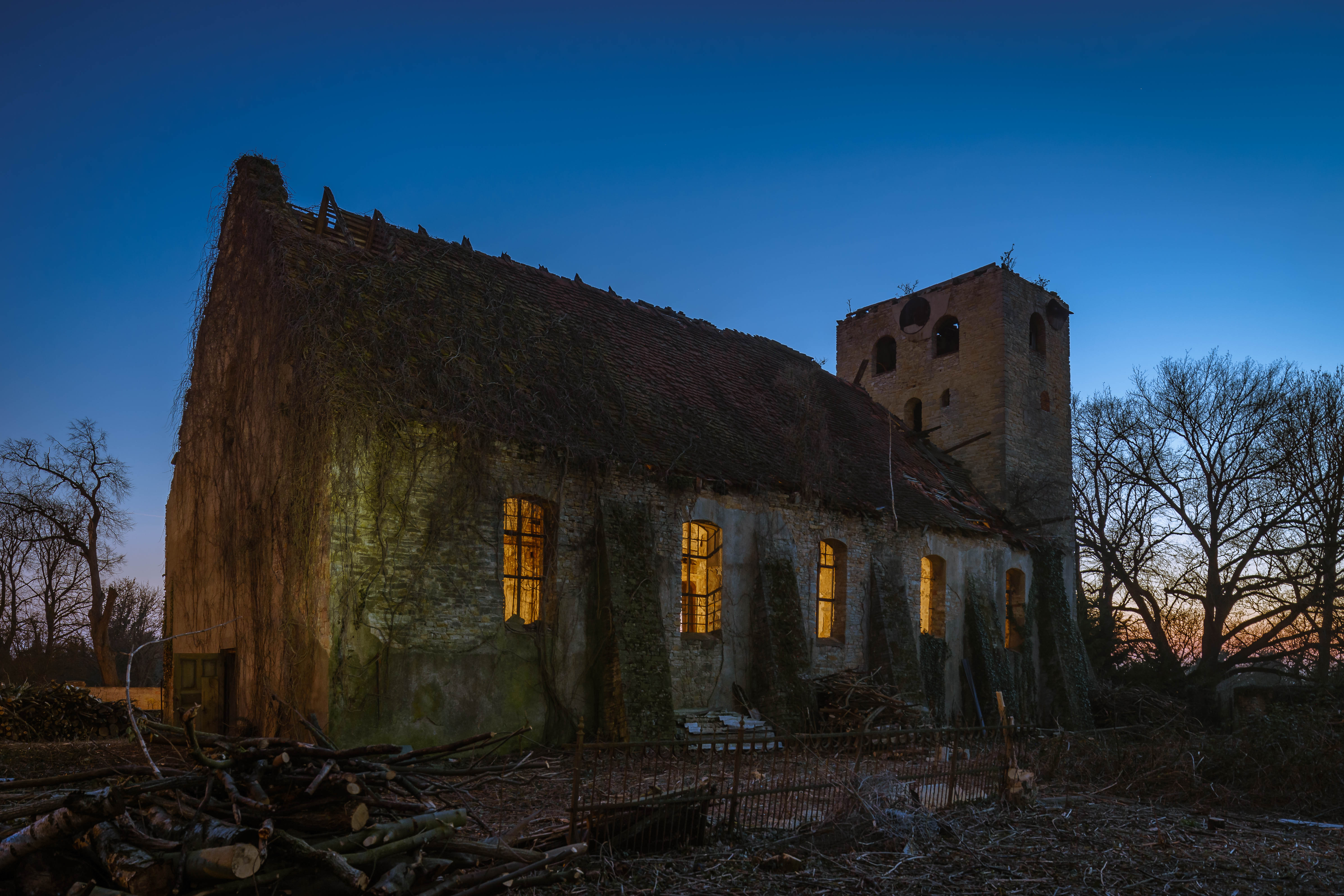
Nordseite der Kirche St. Sebastian Bisdorf, 2019

Die Bisdorfer Kirche St. Sebastian blickt auf eine rund tausendjährige Geschichte zurück, in der sie sowohl wechselnden Patronatsherren als auch unterschiedlichen weltlichen Herrschaftsverbänden zugeordnet war. So schenkte bereits 946 Kaiser Otto I. dem Kloster St. Moritz zu Magdeburg verschiedene Güter im Nordthüringau, darunter auch Biscopesthorp (Bisdorf).
Am 22. Dezember 1344 verkaufte Bischof Ludwig von Brandenburg dem Chorherrenstift zu Coswig drei Hufen Land zu Bisdorf und verband damit auch das Patronat über die Kirche dieses Dorfes.
Anfang des 16. Jahrhunderts ging das Patronat zunächst an das Kloster Unser Lieben Frauen (Magdeburg) und im Zuge der Reformation zum Stift St. Sebastian (Magdeburg) über. Die Bisdorfer Kirchengemeinde wurde und blieb evangelisch.

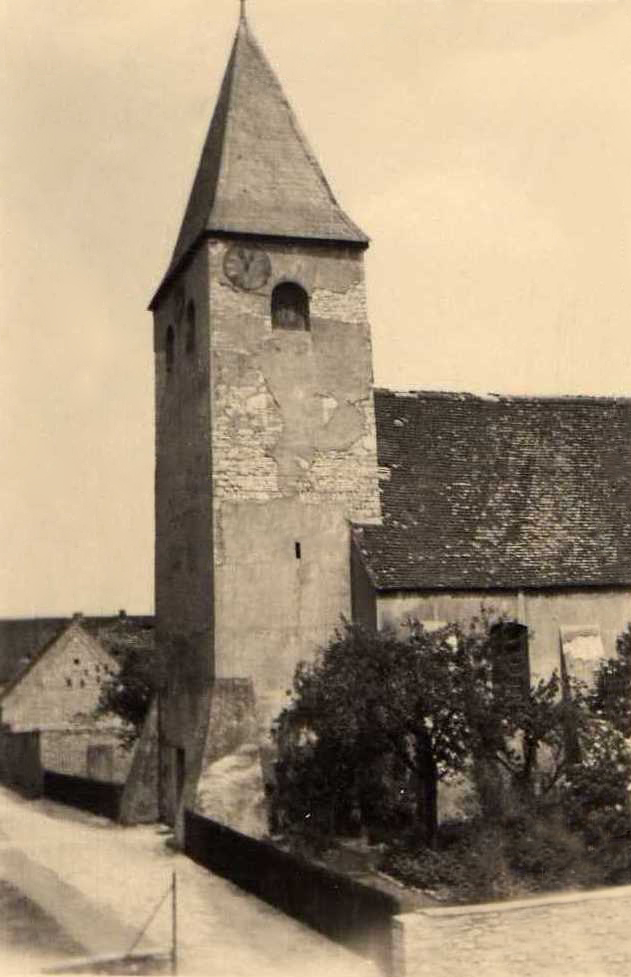
St.-Sebastian-Kirche in Bisdorf Anfang des 20. Jahrhunderts

In diese Patronatszeit fiel auch der Abriss des alten Kirchenschiffes im Jahr 1712. Der romanische Turm wurde erhalten und im Zuge der Umbaumaßnahmen 1712 bis 1717 erhöht. Er stand ursprünglich östlich vom alten Kirchenschiff. Das neue wurde dann auf der gegenüberliegenden Seite des Turms gebaut, so dass die heutige Kirche nach Osten ausgerichtet ist. Diese erhielt auch damals erst als Bekenntnis zum damaligen Patronatsherren St. Sebastian in Magdeburg ihren heutigen Namen.
Das Herzogtum Magdeburg, das seit Ende des Dreißigjährigen Krieges eigentlich Preußische Provinz war, fiel 1807 kurzzeitig an das neu gegründete Königreich Westphalen (1807–1813). In Folge dieser politischen Veränderungen ging das Patronat ab 1810 für die evangelische Kirche in Bisdorf zwar wieder zum Kloster Unser Lieben Frauen (Magdeburg) zurück. Die katholischen Gemeinden dieser Region wurden jedoch seither vom Bistum Paderborn verwaltet. Dies blieb auch so, als die Kirche St. Sebastian in der Nachkriegszeit Mitte des 20. Jahrhunderts von der katholischen Kirchengemeinde mitgenutzt wurde. So beeinflusste schließlich, kurz bevor die Kirche in den 1970er Jahren stillgelegt wurde, auch katholisches Gemeindeleben die eigentlich evangelische Kirche St. Sebastian.
Mitte des 20. Jahrhunderts war die Kirche wieder recht baufällig. Nach längeren Diskussionen – u. a. stand eine Nutzung als Sporthalle für die Schule im Raum – stand die Kirche St. Sebastian seit mindestens 1970 leer. Sie wurde wiederholt Opfer von Plünderern sowie Vandalismus und verfiel zusehends. Mit Beschluss des Gemeindekirchenrates Borne vom 23. September 1970 unter der Leitung von Diakon Stopka wurde der Abbruch der Kirche beschlossen und vom Institut für Denkmalpflege Halle kurz darauf bestätigt, mangels finanzieller Möglichkeiten aber nie realisiert.

## Aktuelle Situation und Ausblick

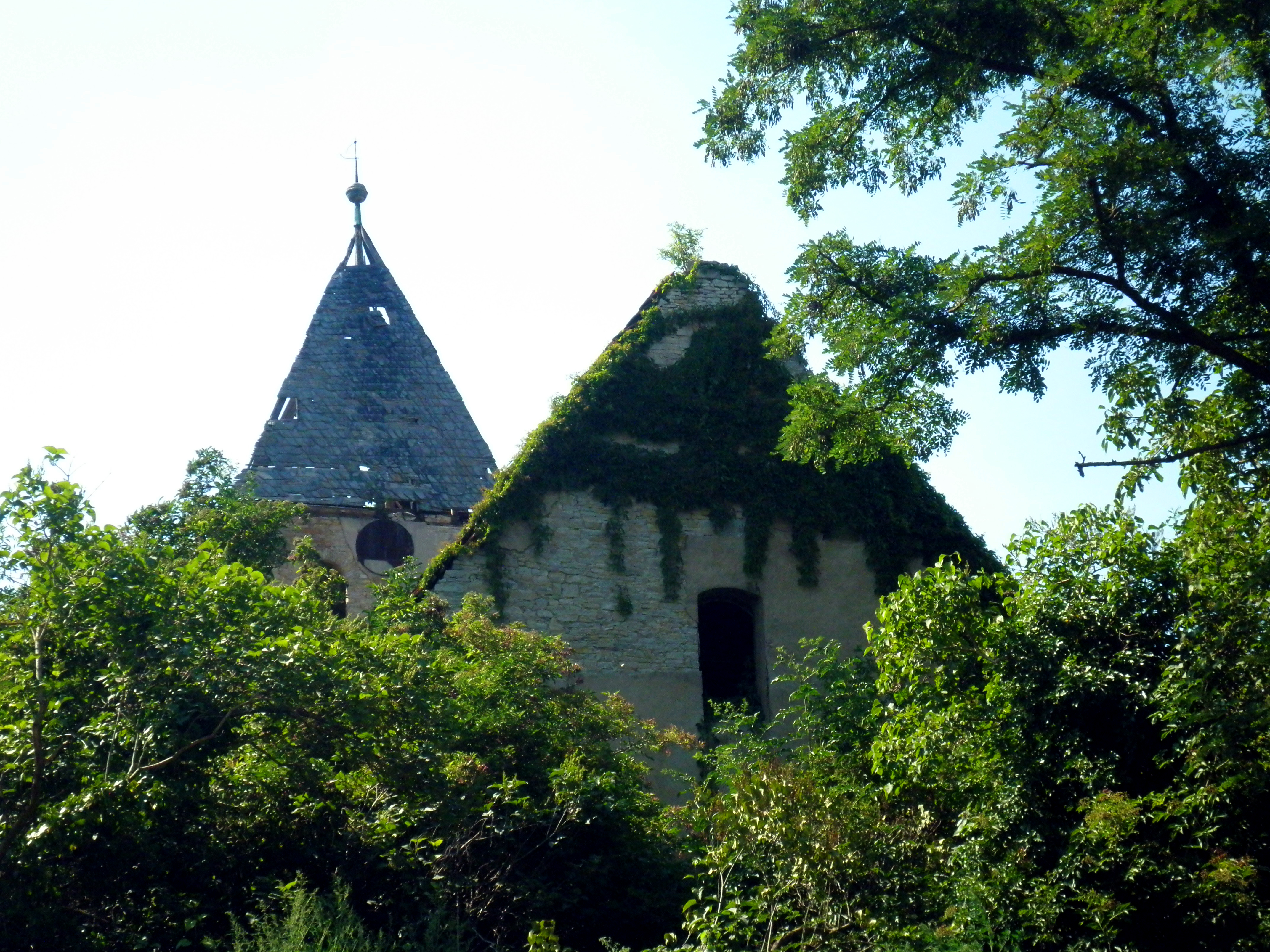
Ostseite der Kirche St. Sebastian (2014)

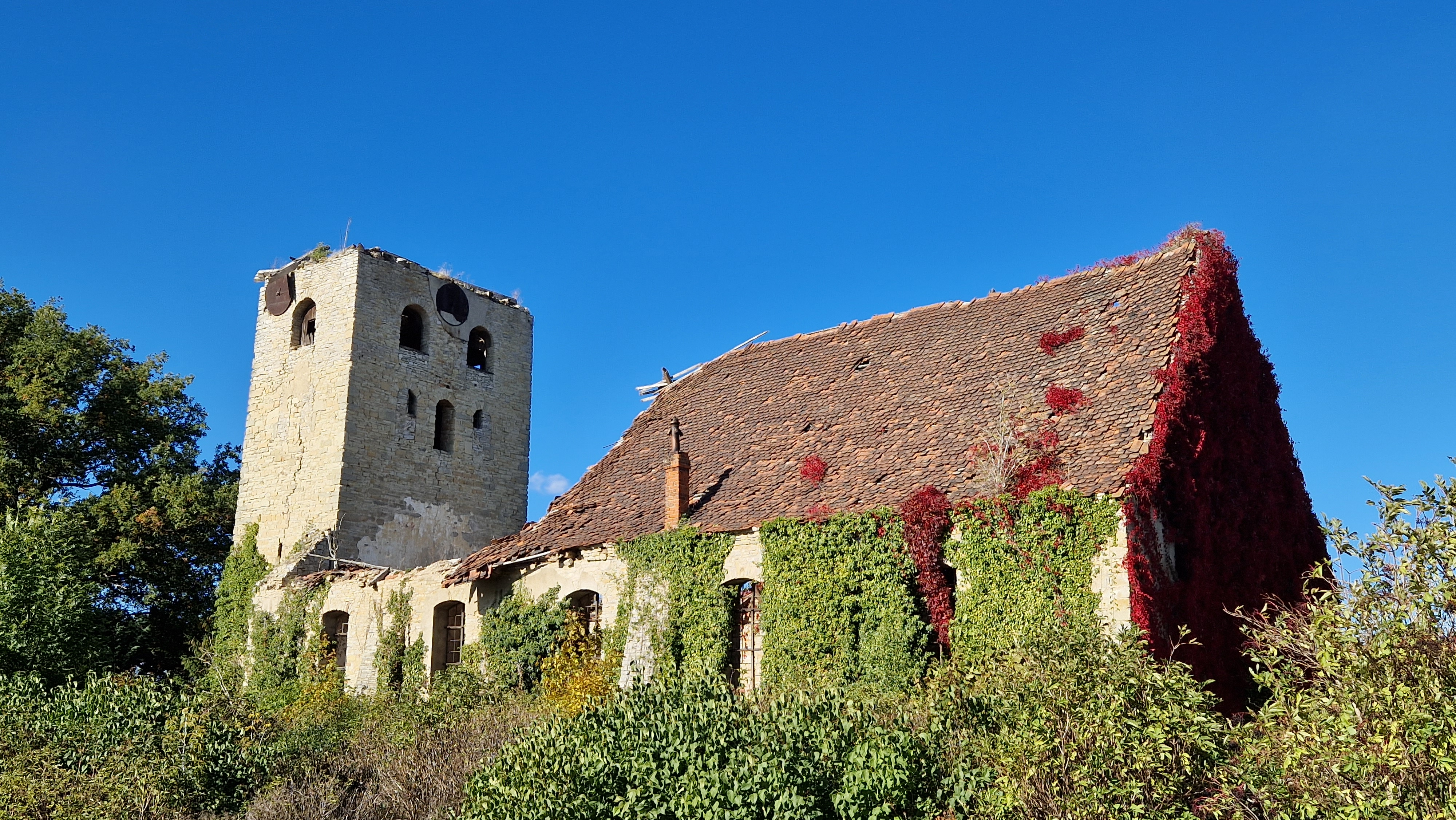
St. Sebastian mit eingestürztem Kirchenschiffdach im Oktober 2022

Mit der politischen Wende von 1989/1990 interessierten sich nun auch privatwirtschaftliche Akteure für das Areal. 1996 wurden die Kirche als auch die nördlich angrenzenden Richterhöfe an die Investorengruppe „Gut Richterhöfe Schnepp Grundbesitz KG“ zum ermittelten Verkehrswert von 65.000 DM (davon 60.000 DM für die Kirche, plus 5.000 DM Honorar) verkauft. Nach mehreren Todesfällen unter den Unternehmenseignern musste Insolvenz angemeldet werden.
2015 kaufte dann zunächst der Bürokaufmann Andreas Hagemeyer aus Borne das Areal, bevor es 2019 an die mdp GmbH aus Oldenburg verkauft wurde. Diese betreibt in der Region mehrere Windparkanlagen und setzt sich seit langem für die ländliche Entwicklung vor Ort ein. Sie plant in Zusammenarbeit mit dem Magdeburger Architekturbüro „Onnen & Onnen Immobilien Magdeburg GmbH“, das Areal schrittweise zu sanieren. So soll in den Richterhöfen seniorengerechter Wohnraum entstehen, die Kirche später eventuell für die Gemeinde nutzbar gemacht werden.
Dabei hat die große Ruine inmitten des Dorfes inzwischen mehrere Bürger bewegt, kritische Fragen nach dem Umgang staatlicher und zivilgesellschaftlicher Akteure mit diesem Erbe im 21. Jahrhundert aufzuwerfen. So kamen auf Initiative des Magdeburger Unternehmers Reiner Riegg nicht nur der Minister für Landesentwicklung und Verkehr des Landes Sachsen-Anhalt, Thomas Webel, zum Vor-Ort-Besuch. Auch eine Gruppe von Fotografen erleuchtete das alte Gebäude bei nächtlichem Vollmond im März 2019 und stellte die Bilder online.
Nach Auskunft des Architekturbüros Onnen & Onnen sind seit März 2021 nun zwei Bauanträge zumindest für die Richterschen Höfe genehmigt, für die Kirche St. Sebastian gibt es jedoch noch keine konkreten Pläne.
Im Sommer 2021 hat das Dach des Kirchenschiffes unter dem Druck von Wind und Witterung nach rund 310 Jahren letztlich nachgeben und ist am Turm im vorderen Drittel kollabiert.

## Architektur und Baubeschreibung
Die Kirche besteht aus einer nach Osten ausgerichteten Saalkirche mit Holztonnengewölbe sowie einem eingezogenen Westquerturm.

### Turm

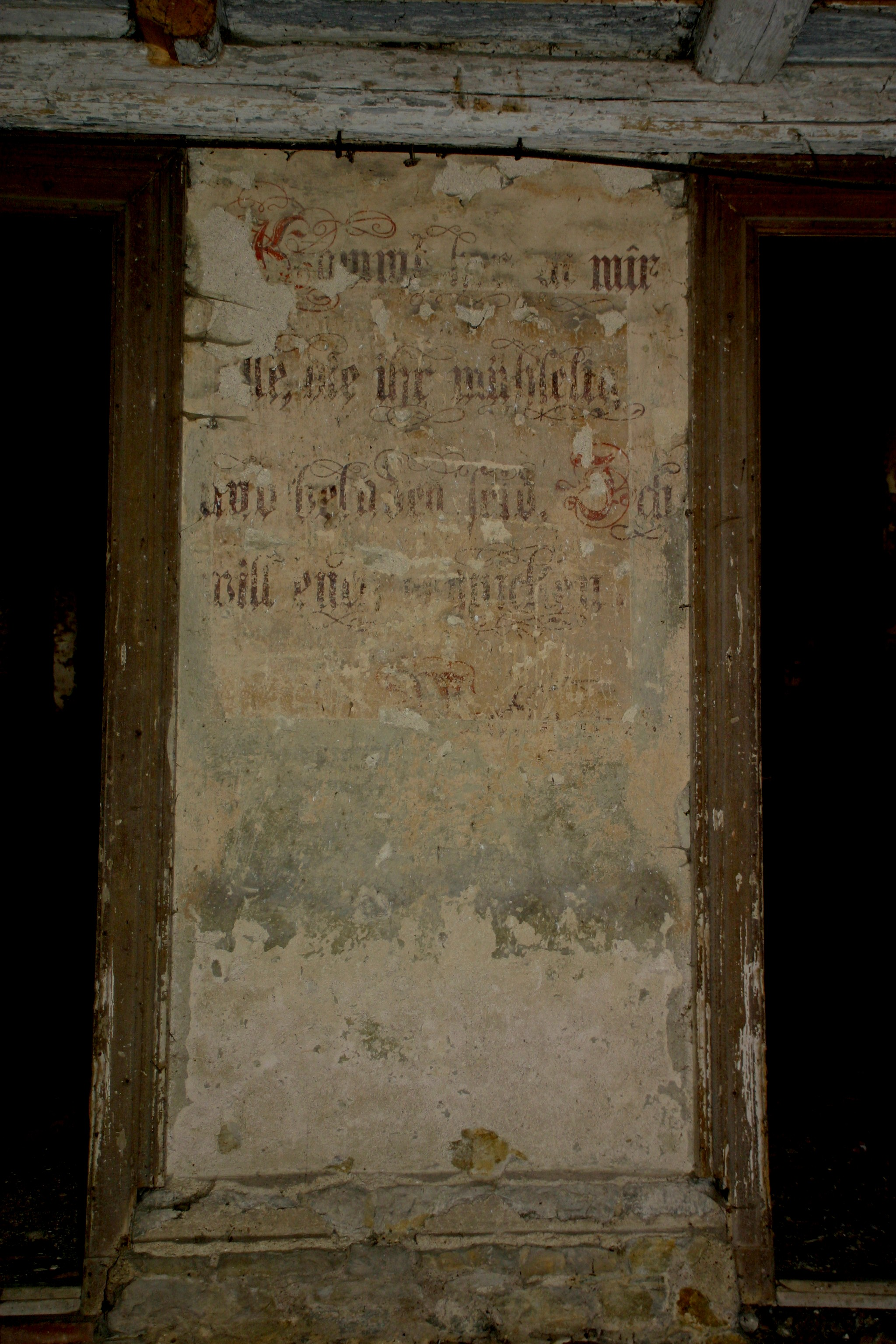
Matthäus-Zitat am Eingang (Mittelstützpfeiler des Rundbogens)

Der Turm ist der einzig erhaltene romanische Teil der Kirche und wahrscheinlich über 1.000 Jahre alt, da er im Zuge der ottonischen Christianisierung entstand. Er ist ca. 7,55 m breit sowie 5,00 m tief. Im unteren Bereich an der (breiteren) Ost- und Westwand befinden sich zwei einander gegenüberliegende (ca. 3,80 m breite), aus doppelter Keilsteinlage gemauerte Rundbögen. Diese wurden im Zuge der Um- bzw. Neubaumaßnahmen in den Jahren 1712 bis 1717 teilweise zugemauert. Dabei wurde der an der (nach außen gewandten) Westseite befindliche Bogen als Eingangsportal mit einer Holztür versehen.

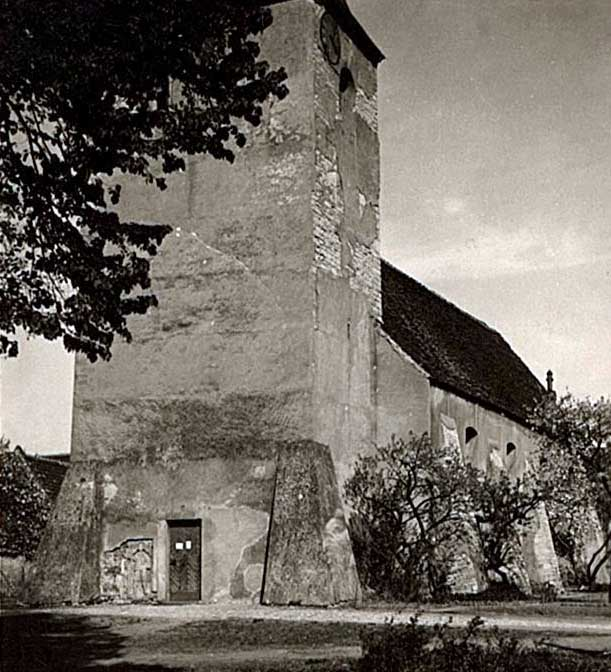
Haupteingang der Kirche an der Westseite des Turmes (im Rundbogen)

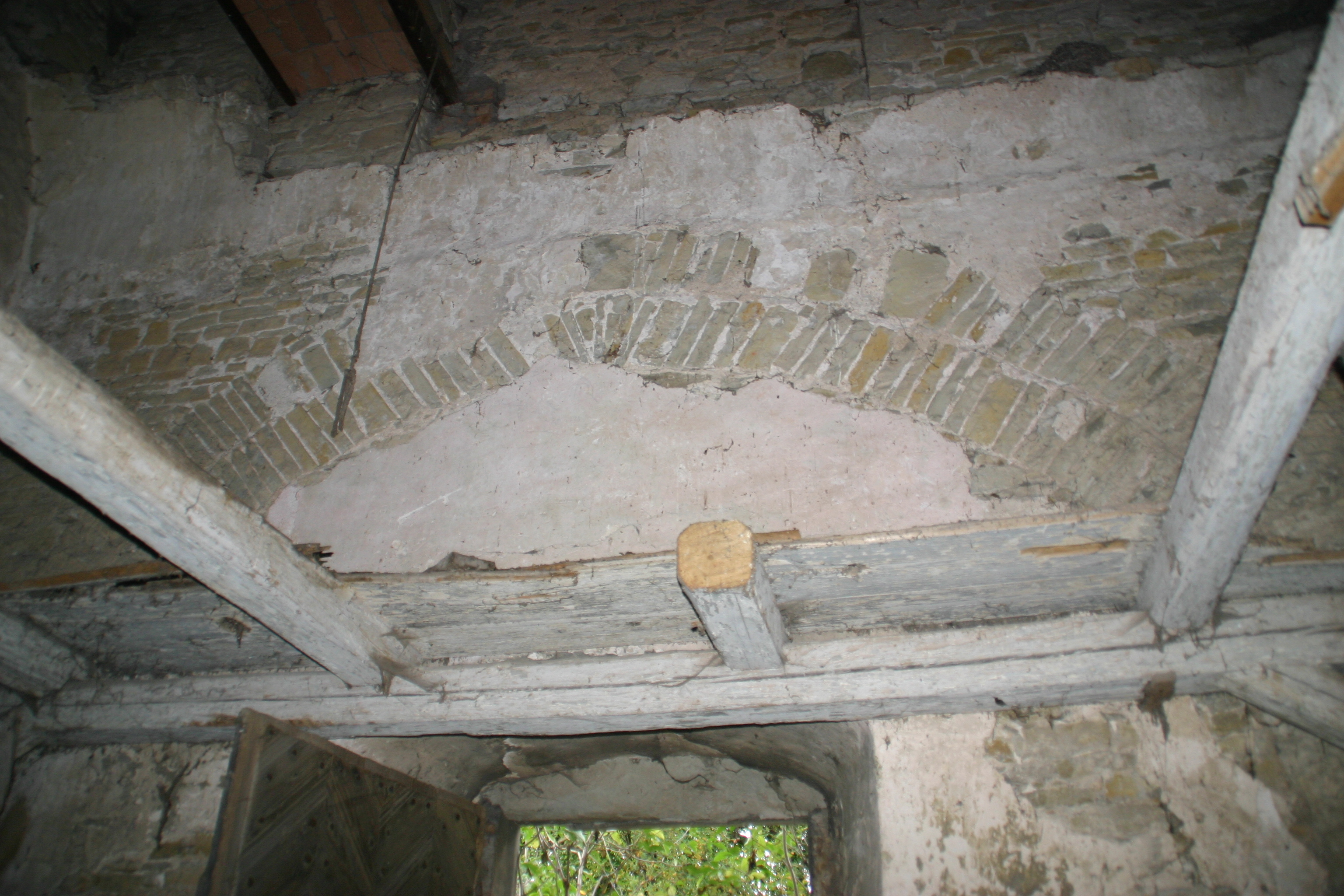
Ursprünglicher Torbogen

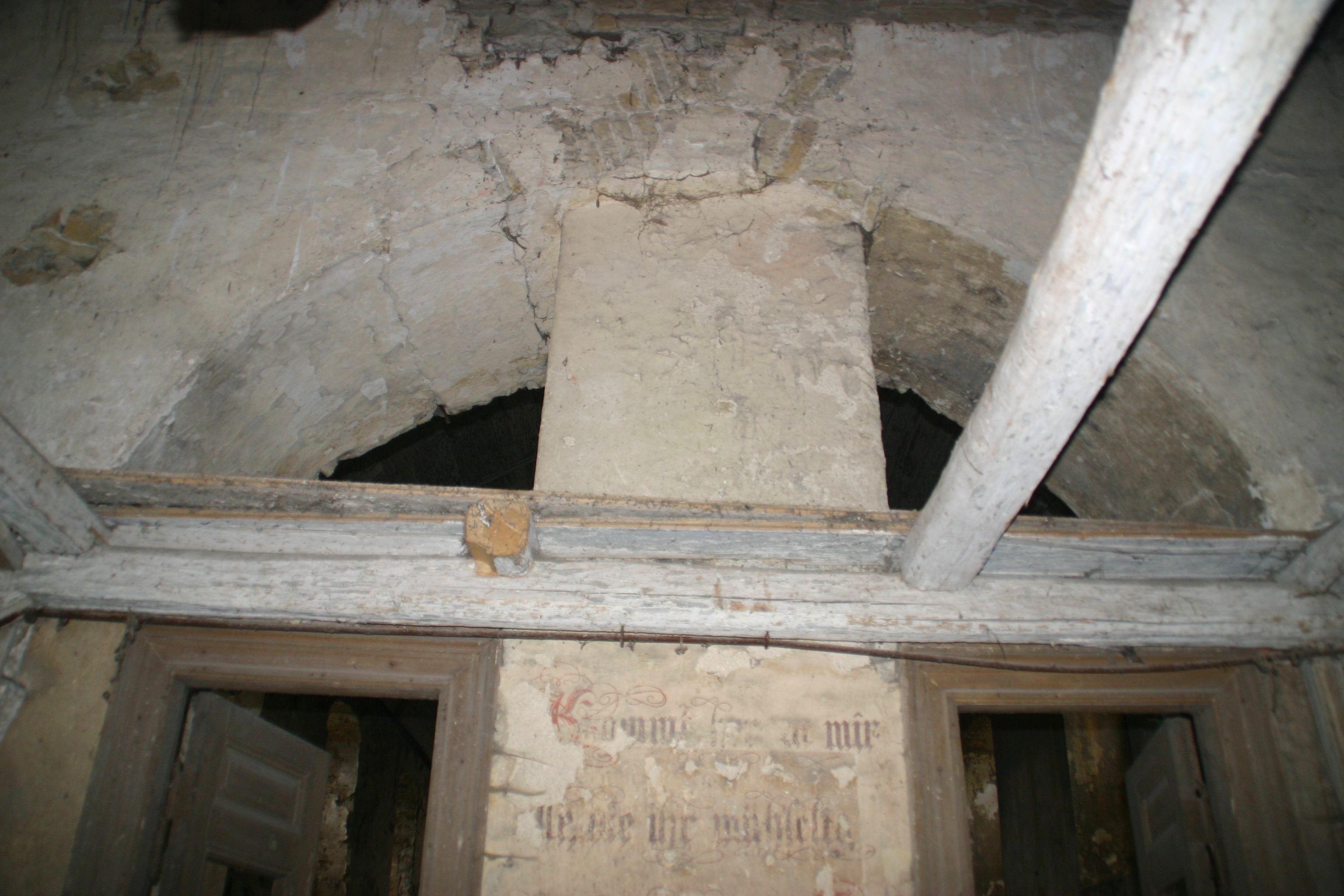
Turm innen, Ostseite

Der Bogen in der Ostwand dient seither als Durchgang in das Kirchenschiff und verfügt über einen mittig angeordneten Stützpfeiler. Auf diesem ist folgende Inschrift angebracht:
„Kommt her zu mir,
alle, die ihr mühselig
und beladen seid. Ich
will euch erquicken.
Matthäus 11,28“
Da das alte Kirchenschiff ursprünglich westlich vom Turm stand, scheinen die Rundbögen einstmals der Zugang zur Apsis gewesen zu sein, was aber nur vermutet werden kann, da keine Unterlagen dazu überliefert sind. Über dem (Eingangs-)Bogen auf der Westseite zeichnet sich ein weiterer, ca. 2,00 m breiter Rundbogen ab, der in der Außenfassade erkennbar, aber ebenflächig mit dieser zugemauert ist. Von innen ist er als zurückgesetzte Laibung noch deutlich sichtbar.
Ihm gegenüber gab es offenbar ein kleines Segmentbogenfenster auf der Ostseite des Turmes, das vermutlich beim Neubau des Kirchenschiffs 1712 bis 1717 zugemauert wurde und von der Kirchenschiffseite her verputzt, von der Turminnenseite her aber als zurückgesetzte Fensterlaibung ebenfalls noch deutlich zu sehen ist.

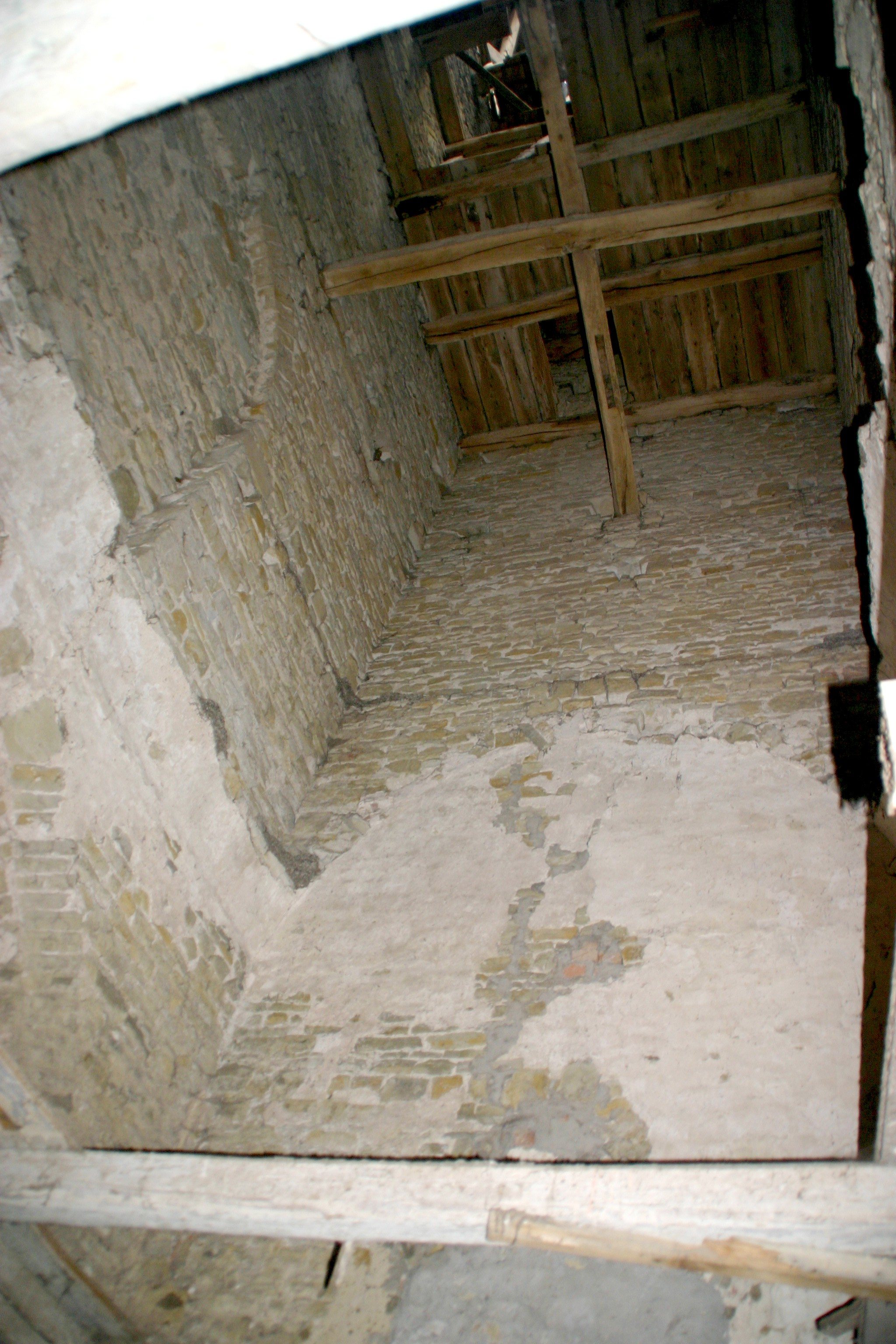
Spuren des einstigen Tonnengewölbes im Turm

Im Turminneren, zwischen den beiden großen (unteren) Rundbögen (aus doppelter Keilsteinlage) und dem darüber befindlichen kleineren Rundbogen hat es einst ein kleines Tonnengewölbe gegeben. Dieses wurde Mitte der 1950er Jahre entfernt und ist nur noch in Resten erkennbar. Dadurch wurde der Blick in die darüber liegenden Gebälkstrukturen des (Glocken-)Turms freigegeben. An der südlichen (schmalen) Turmseite befindet sich ein kleiner Lichtschlitz ungefähr auf gleicher (mittiger) Höhe des erwähnten kleineren Rundbogens an der Westseite des Turms. Durch diesen Lichtschlitz hindurch zieht sich ein längerer, deutlich erkennbarer Riss im Mauerwerk.
An den schmalen Seiten des Turms wurden ursprünglich je zwei, an den Breitseiten je drei rundbogige romanische Klangarkaden angebracht, die erkennen lassen, auf welcher Höhe sich einst die Kirchenglocken befanden. 1717 wurde im Zuge der Baumaßnahmen eine Erhöhung des Turmes um ca. 4,5 m nötig, da das neue Kirchenschiff deutlich größer war. Dadurch lag der Dachfirst der Kirche über dem romanischen Glockengeschoss.
Damals wurden zudem aus statischen Gründen an beiden (West-)Ecken des Turms Strebpfeiler angebracht. Die heutigen Schallöffnungen (je zwei an der Ost- und West- sowie je eine an Nord- und Südseite) liegen seither über diesem ehemaligen Glockengeschoss und werden von einem geknickten schiefergedeckten Zeltdach abgeschlossen, das durch mehrere Stürme seit 2015 inzwischen eingestürzt ist.
Das Baumaterial besteht aus Bruchsteinen der Börderegion und wurde aus den umliegenden Steinbrüchen gewonnen. Davon wurden für das Mauerwerk des Turms unterschiedlich große, unregelmäßig geschichtete Hausteine mit Eck-Quaderung verwendet. Die für die Turmerhöhung verwendeten Steine sind dabei kleinteiliger und dunkler, als die ursprünglichen, restlichen Steine im Turm.

#### Bildgrabstein

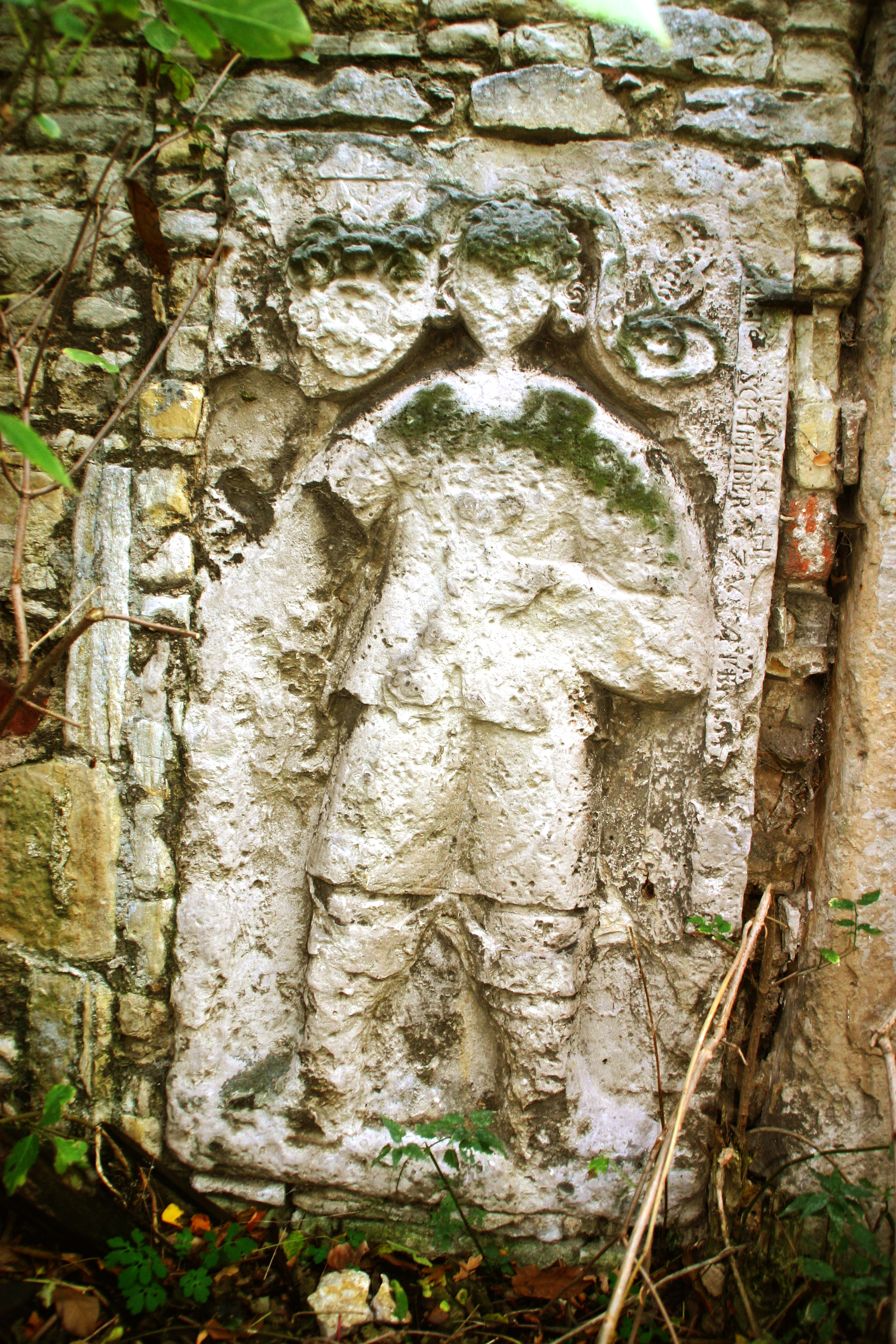
Bildgrabstein für D. P. Günter (1658)

In der Außenfassade des Turms ist neben der Eingangstür im zugemauerten Rundbogen ein Bildgrabstein eingearbeitet worden. Dieser soll einer Legende nach an den Amtsschreiber David Philipp Günter aus Athensleben erinnern, der im Jahr 1658 vom Pfarrer Tilmann Comander aus Borne mit einem Messer in der Schulter verwundet wurde, als Günter in Bisdorf Steuern eintreiben wollte. Drei Tage später erlag er seinen Verletzungen und wurde in Bisdorf beigesetzt. Der Stein ist stark verwittert, aber man kann Teile der Inschrift, wie das Wort „SCHREIBER“ sowie eine Figur mit Schriftrolle in der Hand gut erkennen.

#### Glocken
Über die originalen Glocken ist nichts bekannt. Erhalten ist die (nach dem Kirchenneubau) von Peter Becker aus Halle im Jahr 1722 gegossene Glocke aus Bronze. Diese hat einen unteren Durchmesser von 1,17 m, wiegt ca. 10 Ctr. (ca. 500 kg) und erklingt im Ton F. Sie trägt auf der einen Seite eine längere in Latein verfasste Inschrift, auf der anderen Seite ist ein Bild vom an den Pfahl gebundenen hl. Sebastian zu sehen, darunter steht „S. Sebastian“ und darunter: „Goss mich Peter Becker in Halle MDCCXXII“.

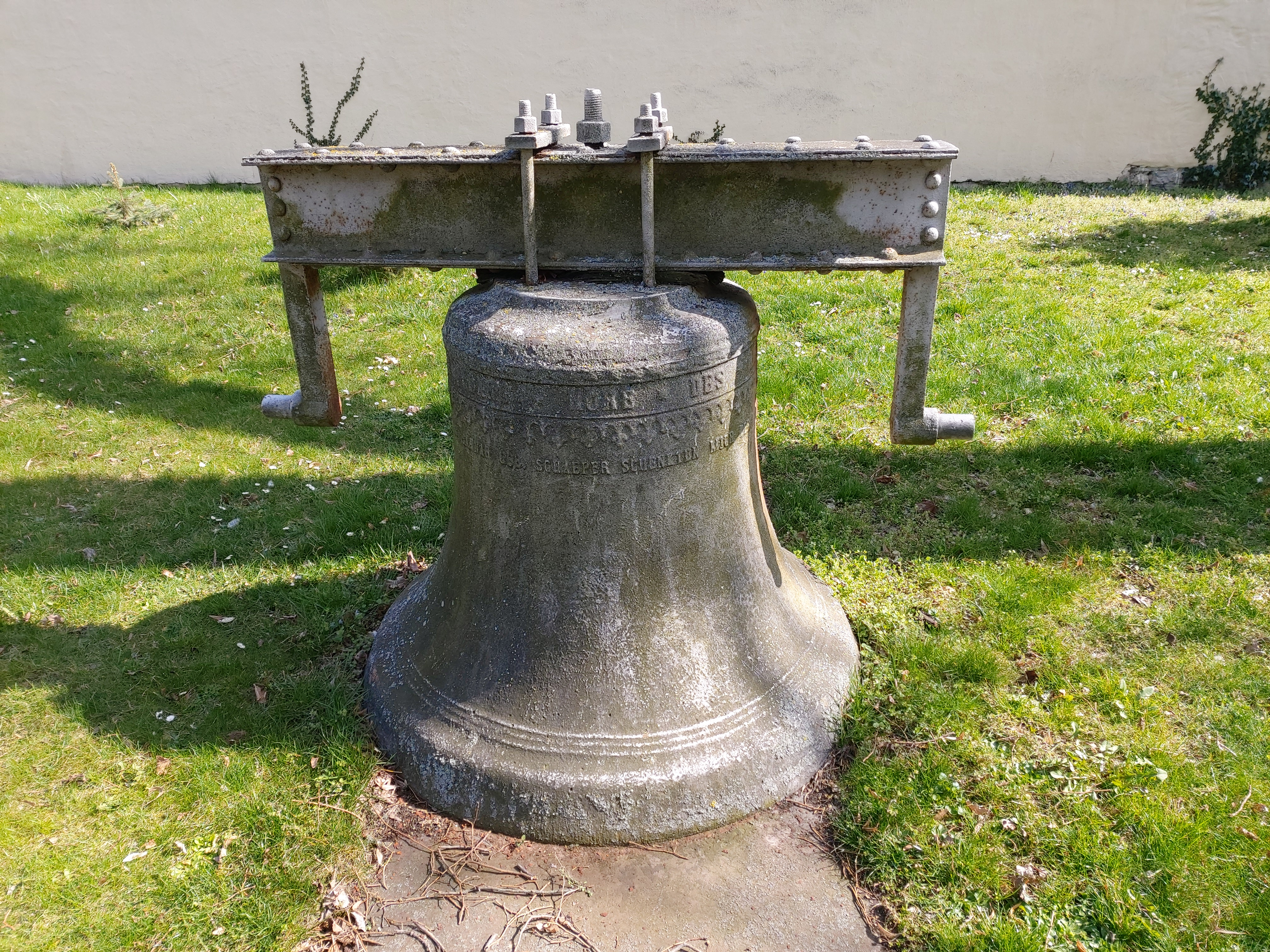
Turmglocke der Kirche St. Sebastian, 1826

Es scheint bis zur Mitte des 19. Jahrhunderts noch eine kleinere Glocke gegeben zu haben, die man nicht läuten, sondern nur anschlagen konnte. 1856 goss dann C. H. Stützer aus Benneckenstein eine Neue, die über einen Durchmesser von 0,66 m verfügt, ca. 3½ Ctr. (ca. 175 kg) wog und auf den Ton cis gestimmt war. Diese Glocke, mit der Inschrift „Ehre sei Gott in der Höhe, Friede auf Erden und dem Menschen ein Wohlgefallen“, wurde im Ersten Weltkrieg am 26. Juli 1917 zertrümmert, verkauft und der Erlös in Kriegsanleihen angelegt.
2003 wurden die verbliebenen Glocken geborgen. Die (Bronze-)Glocke aus dem Jahr 1722 befindet sich heute im Garten der Kirche von Unseburg. Eine zweite, aus dem Jahr 1826, über deren Entstehung in den Unterlagen des Konsistoriums nichts bekannt ist, wurde im Garten der Kirche St. Margareten in Borne aufgestellt.

#### Turmuhr

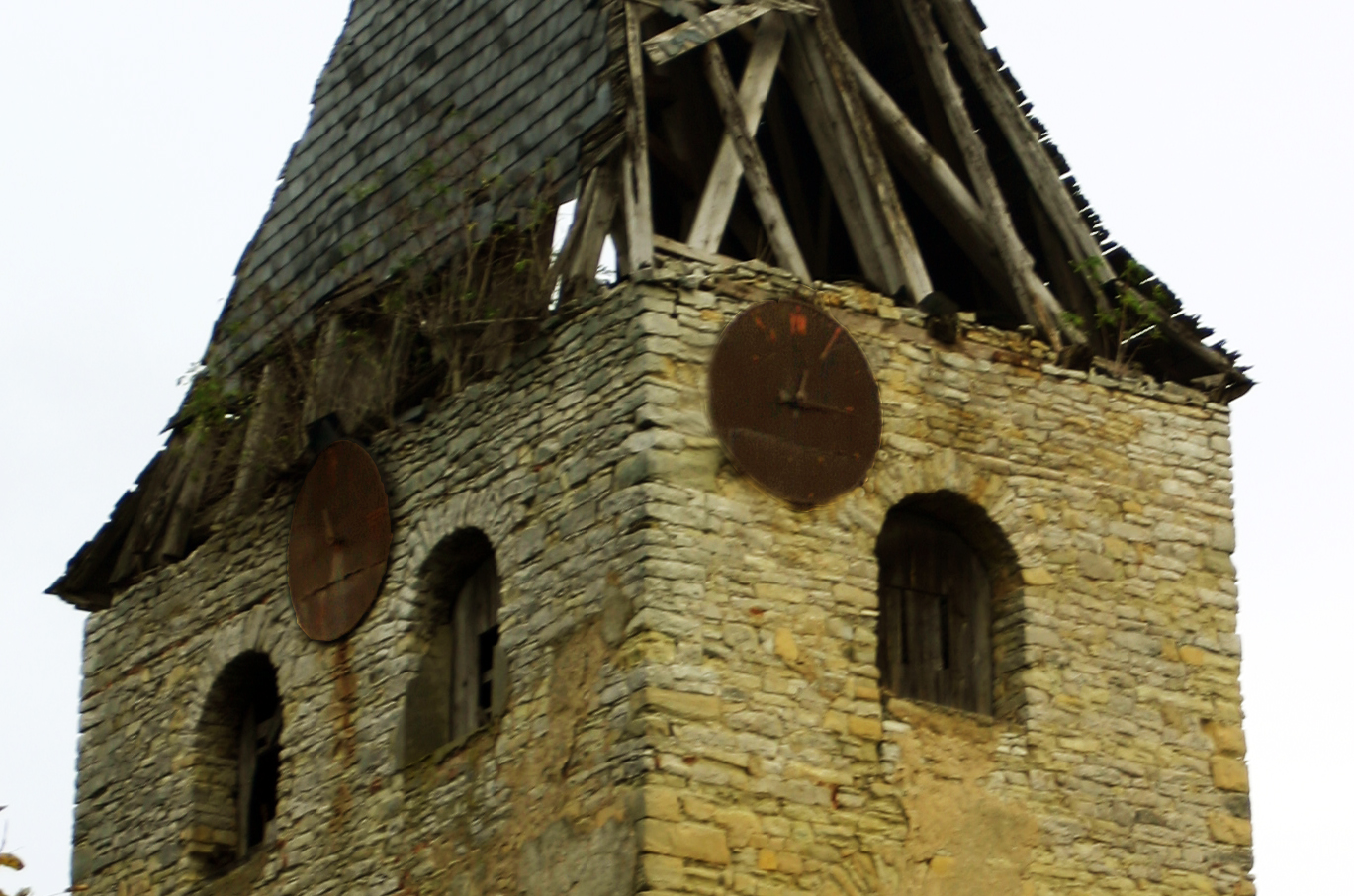
Turmuhr im Jahr 2006

Pastor Jürgens, der 1917 zur Geschichte von Borne und Bisdorf sowie deren Kirchen recherchierte und aufschrieb, vermutete, dass der Turm schon immer über eine Uhr verfügt habe, die jetzige sei jedoch mal von irgendwoher gebraucht gekauft worden. Das alte, nicht gehende Ziffernblatt auf der Nordseite des Turmes stammt nach seiner Vermutung noch von der früheren Uhr.

#### Knopf und Fahne
In den Turmknopf kam 1717 eine Urkunde, in der neben einer kurzen Beschreibung Bisdorfs all jene namentlich genannt wurden, die am Kirchenneubau beteiligt waren. Bei der Bergung 2015 durch Andreas Hagemeyer fanden sich darin sechs Münzen aus den Jahren 1717 sowie 1880. In die Fahne wurde „C.S.S. 1717“ eingefügt, das steht für Capitulum Santi Sebastiani, also das „Domkapitel St. Sebastian“ in Magdeburg, zu dem die Kirche damals gehörte.

### Kirchenschiff

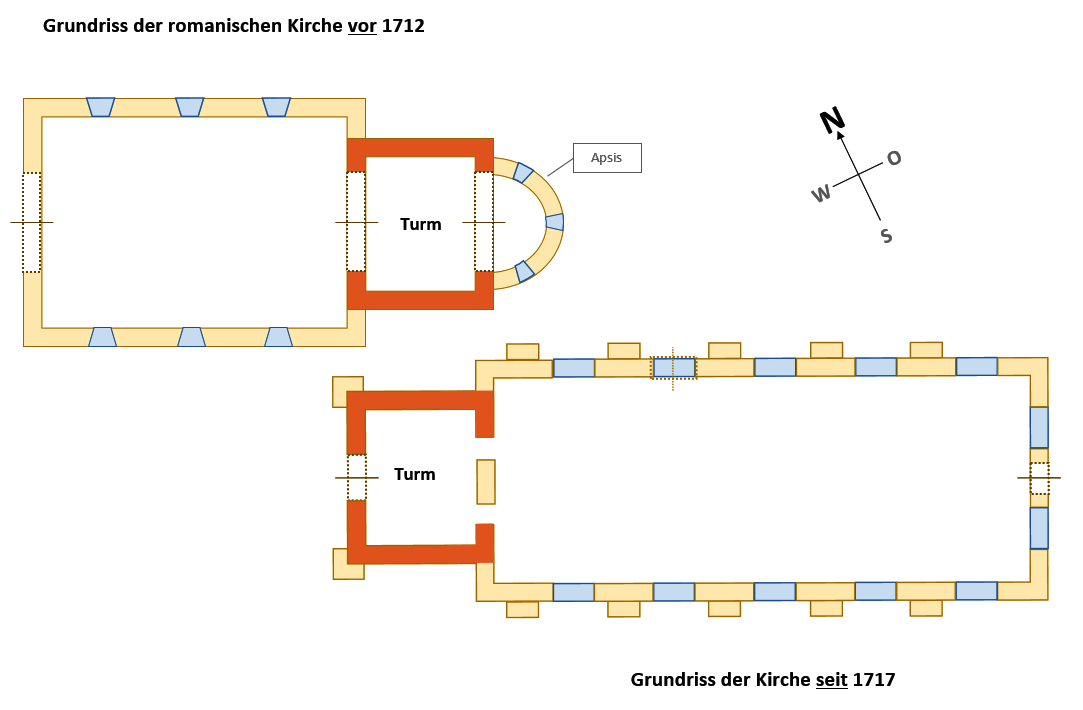
Grundrisse der Kirche vor und seit 1717

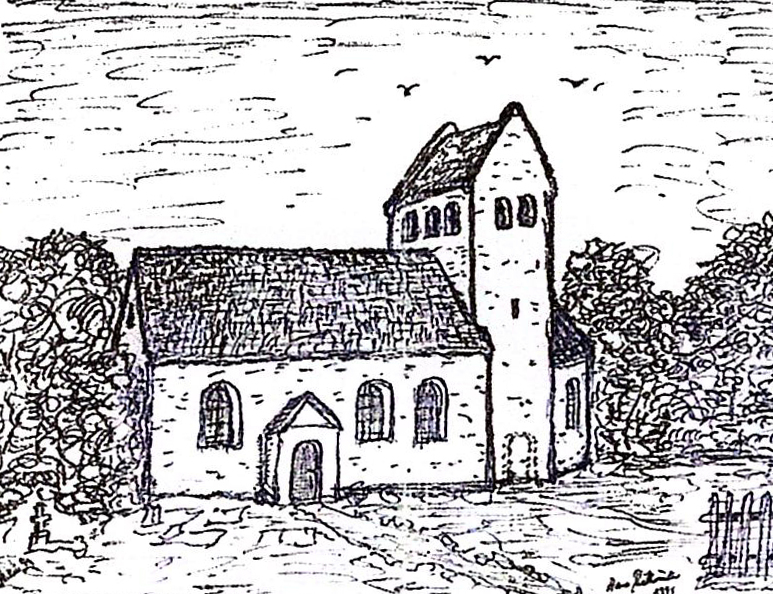
Kirche St. Sebastian von Hans Riethmüller, wie sie ca. um 1700 aussah (Südseite)

Das ursprüngliche, möglicherweise wie der Turm aus romanischer Zeit stammende, Kirchenschiff befand sich auf der Westseite des Turms. Über dessen bautechnische Beschaffenheit ist kaum etwas überliefert. Vermutet wird, dass es damals eine Apsis östlich vom Turm gab, was nahelegt, dass der Turm selbst damals den Chor enthielt, eine für die Romanik typische Bauform.
Eine heute noch erhaltene Kirche, die nach momentanem Kenntnisstand äußerlich der ursprünglichen Bauform der Bisdorfer Kirche exemplarisch entspricht, ist die Kirche in Plößnitz bei Laucha, etwa achtzig Kilometer (Luftlinie) südlich von Bisdorf entfernt.
1696 wurde die Bisdorfer Kirche als Kapelle und in baufälligem Zustand beschrieben, weshalb sie zunächst mit kleinen Strebepfeilern stabilisiert wurde. Auch war sie zu klein für die Gemeinde, zumal auch die Bornschen Gemeindemitglieder dort zeitweilig am Gottesdienst teilnehmen sollten, so dass ein Jahr später noch Emporkirchen (sog. Männer- und Weiberstühle) eingebaut wurden, aber die Kirche blieb immer noch zu klein für alle Gemeindemitglieder. So kam es dann 1712 bis 1717 zu umfassenden Umbauarbeiten. Dabei wurde das alte Kirchenschiff abgerissen und ein deutlich größeres auf der Ostseite des Turms errichtet, das heute noch als Ruine erhalten ist.

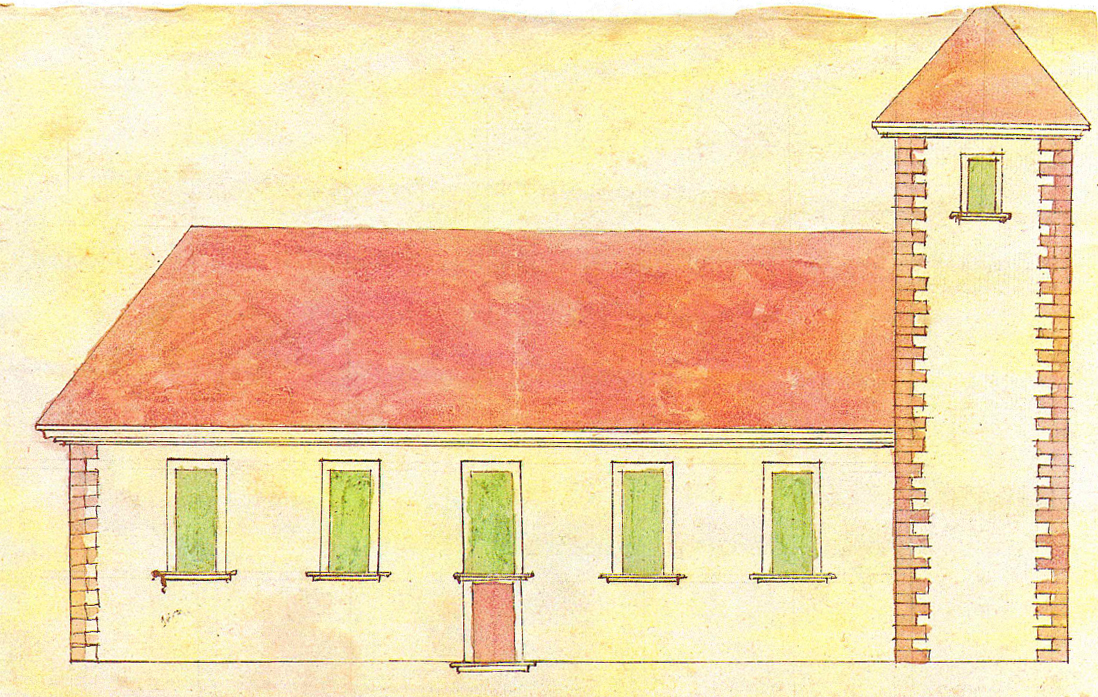
St. Sebastian – Zeichnung für den geplanten Neubau 1712–1717, Ansicht Nordseite

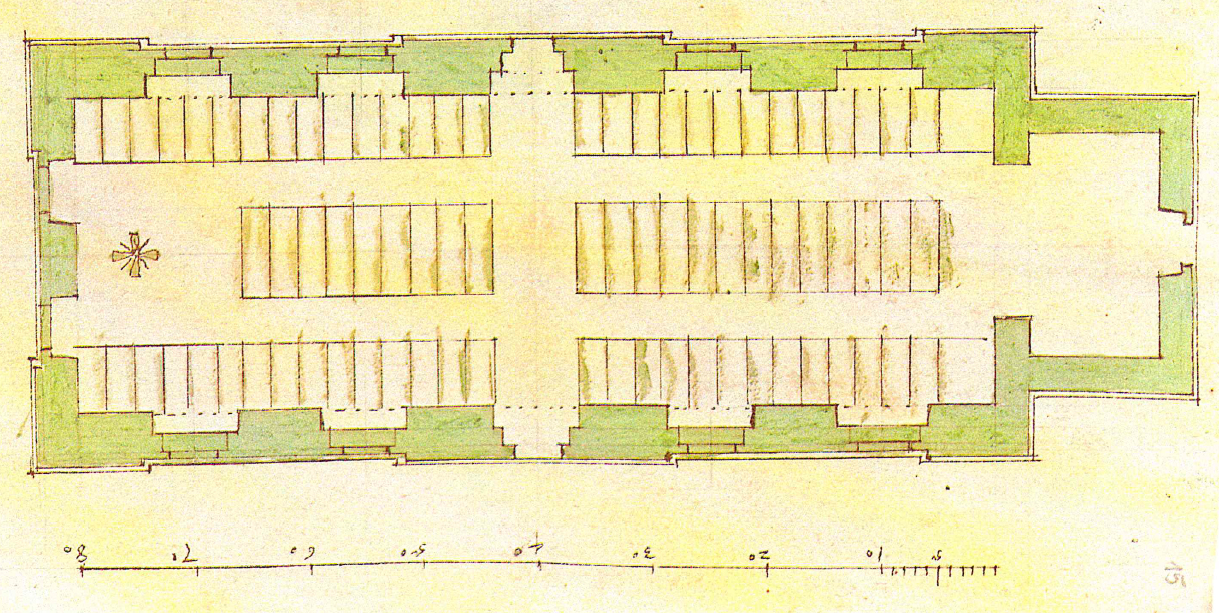
St. Sebastian – Zeichnung für den geplanten Neubau 1712–1717, Grundrisszeichnung

Von Hanns Chrystoff Schmit, Zimer Meyster, liegen zu diesen Umbaumaßnahmen diverse technische Zeichnungen vor. Allerdings scheinen diese nicht so umgesetzt worden zu sein. Zum einen ist von ihm je ein Portal unter dem mittleren (also dritten) Fenster auf Nord- und Südwand geplant gewesen. Realisiert wurde aber nur eines in der Nordwand, und zwar unter dem zweiten Fenster. Auch fehlen der Stützpfeiler im Rundbogen an der Ostseite des Turmes im Durchgang zum Kirchenschiff sowie die Tür an der Ostwand zwischen den beiden Fenstern. Das Dach am Ostgiebel hat er als Walmdach (also abgeschrägt) geplant, gebaut wurde jedoch ein mit gerader Giebelwand abschließendes Satteldach. Schließlich wurde sein Name auch nicht in der Liste derer aufgeführt, die am Kirchenbau beteiligt waren. Dort sind als Zimmermeister lediglich Michael Schielemer und dessen Sohn Christian von Unseburg benannt, von denen allerdings keine Zeichnungen überliefert sind.
Grundsteinlegung für das neue Kirchenschiff war am 21. April 1712, dazu wurden einige Münzen aus selbigem Jahr, ein Katechismus Luthers und eine Urkunde aus Pergament in eine blecherne Büchse eingeschoben und in den Grundstein gelegt. Am 3. April, zum Osterfest 1717 wurde die neue Kirche geweiht.
Dieses Kirchenschiff ist 25,45 m lang und 10,95 m breit. Wie auch an den Westecken des Turmes gibt es an den Langwänden des Schiffes je fünf Stützpfeiler. Die Ostwand ist gerade geschlossen und verfügt neben einer mittig positionierten kleinen Tür, die in den Kirchgarten führt, über zwei größere Segmentbogenfenster, die in ihrer Position den je fünf Fenstern an den Längswänden entsprechen, jedoch nicht ganz so hoch sind wie diese. Die Kirche verfügte damit über zwölf große Fenster, die das Kirchenschiff rundherum mit Tageslicht erhellten und die offenbar ein Geschenk des Magdeburger Patronatsherren St.-Sebastian-Stift zum Neubau 1717 waren.

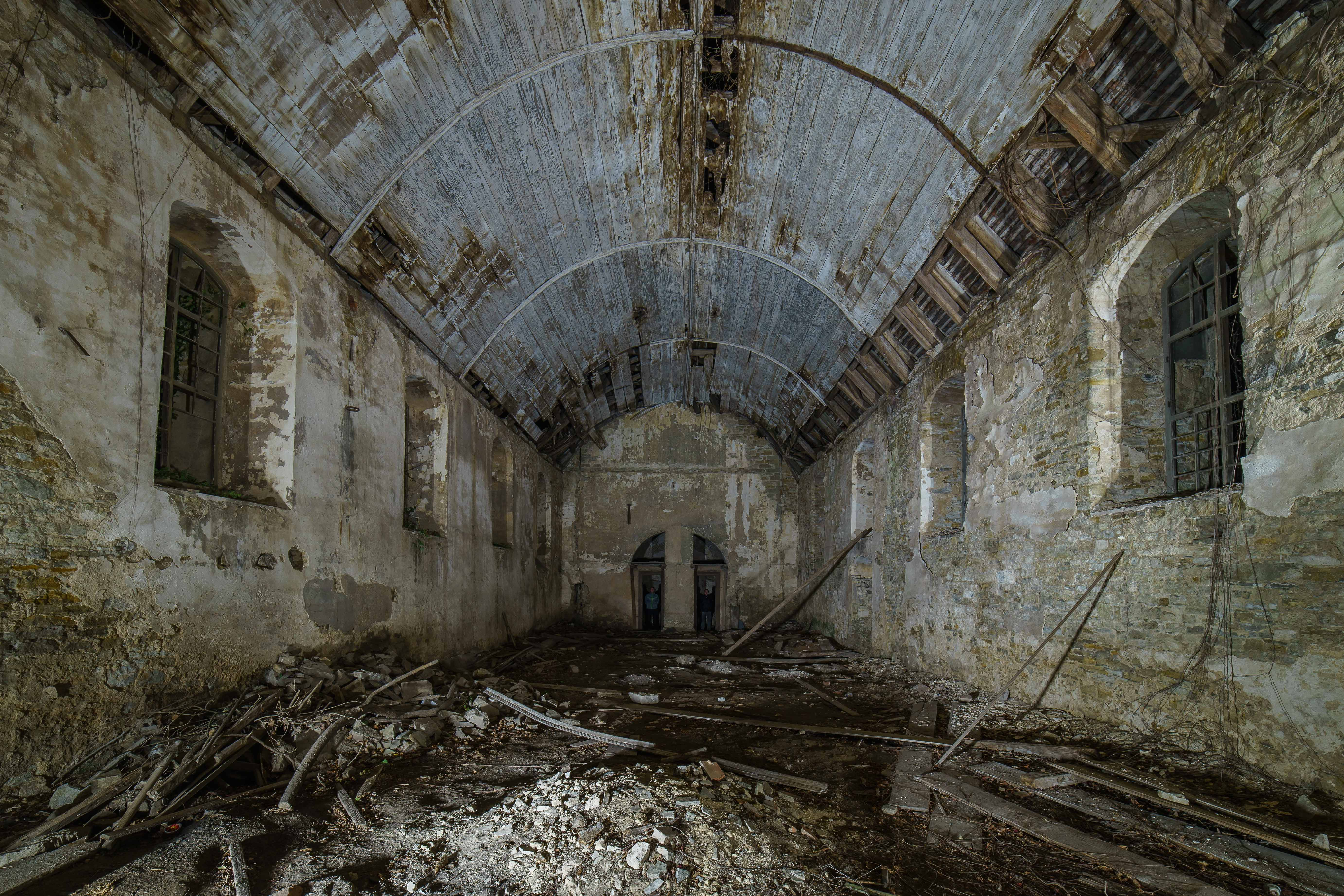
Kirchenschiff St. Sebastian (Bisdorf) in Richtung Westen (März 2019)

Da sich unter dem zweiten Fenster auf der Nordseite ursprünglich ein Portal befand, das nach Norden in den Kirchgarten zu den angrenzenden Richterhöfen führte und 1874 zugemauert wurde, ist dieses etwas kürzer. Auch sind die Fensterbänke beim jeweils ersten Fenster stark abgeschrägt, während alle übrigen eine ungefähr rechtwinkelige Fensterbank aufweisen. Über der Tür der Ostwand befinden sich im Giebel zudem noch zwei kleinere Flachbogenfenster, von denen das oberste (direkt unter dem Dachfirst) zugemauert wurde. Eines der Fenster, vermutlich das mittige über der Tür, wurde offenbar 1784 mit Buntglas ausgestattet und wird das von Osten einfallende Morgenlicht in allen Farben des Regenbogens reflektiert haben. Die Westwand grenzt an den Turm und verfügt lediglich über zwei Durchgänge links und rechts des mittig positionierten Stützpfeilers.
Die Deckenkonstruktion der Kirche besteht aus einem Holztonnengewölbe, das durch ein mit roten Dachziegeln gedecktes Satteldach abgeschlossen wird.

#### Innenausstattung

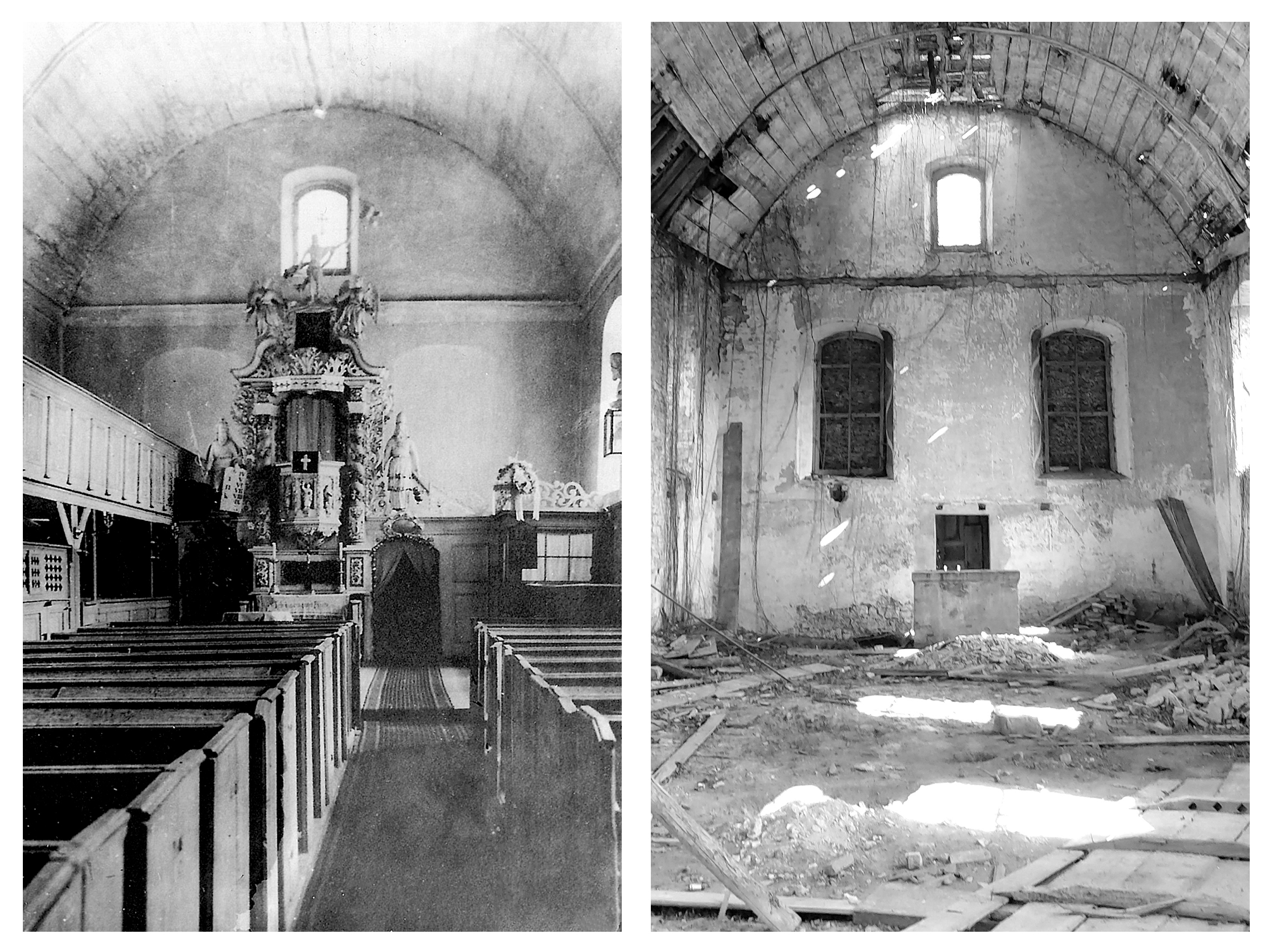
Kirchenschiff St. Sebastian Anfang 20. Jahrhunderts und im Jahr 2021

Von innen wurde das große Tonnengewölbe wie auch das Kircheninnere insgesamt 1740 weiß gestrichen, mit gelben Leisten an den Chorpriechen. Durch die große Fensterfront auf der Südseite muss die innen weitgehend weiße Kirche eine sehr helle, lichtdurchflutete Atmosphäre ausgestrahlt haben. Bereits 1826 war eine Absteifung des Chores nötig, die jedoch heute nicht mehr erhalten ist und damit eines der vielen baustatischen Probleme darstellt.

#### Altar und Taufe
Ursprünglich diente zur Taufe ein an einem Seil befestigter Taufengel, der über dem Altar schwebte. 1874 wurde dann aus Schlanstedt für 30 Thaler ein von Pastor Jürgens zwar als „überaus schön“ bezeichneter, aber nicht näher beschriebener Taufstein gestiftet, über dessen Verbleib nichts bekannt ist.

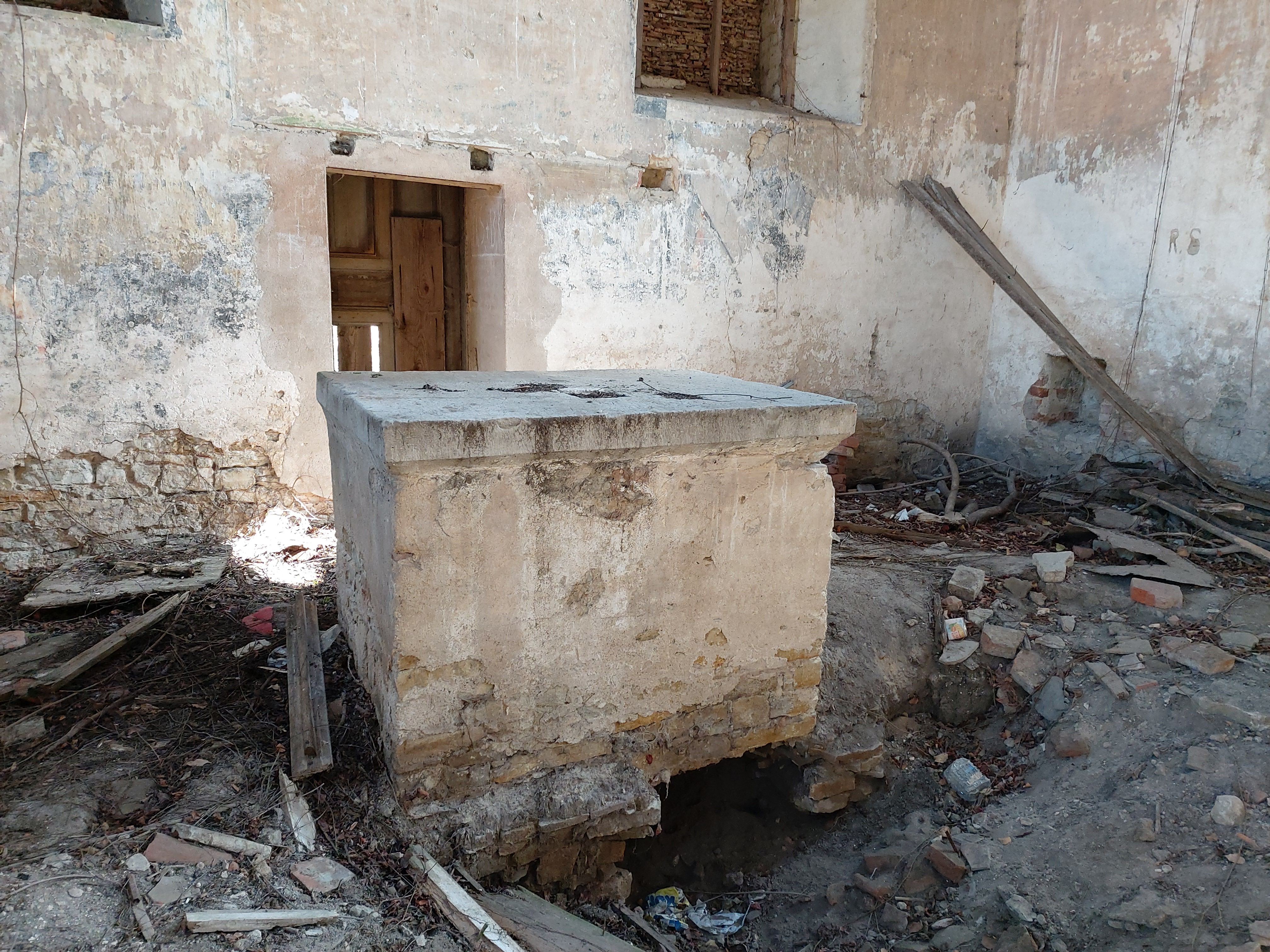
Mittelalterlicher Blockaltar mit Altarmensa (2021)

Der Blockaltar mit der mittelalterlichen Altarmensa ist das einzige Ausstattungsstück, das aufgrund seiner Immobilität im Gebäude verblieben ist. Der 1717 eingebaute Kanzelaltar befindet sich heute in der Kirche von Borne und ist mit reichem Schnitzwerk versehen.

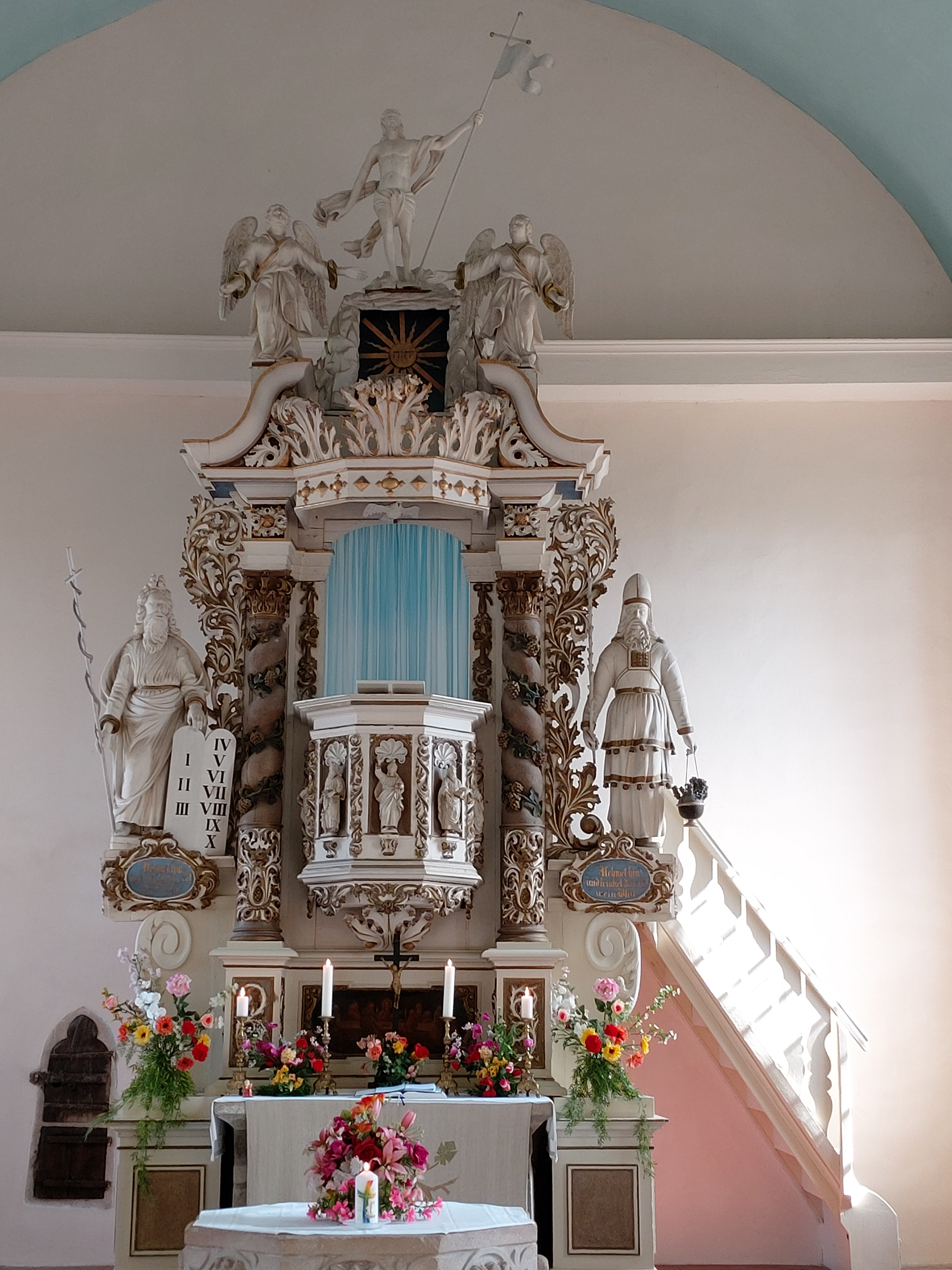
Kanzelaltar aus Bisdorf, seit 1971 in der Kirche St. Margareten in Borne

So stehen über den beiden Seitenöffnungen zwei große Figuren: Moses mit dem Schlangenstab und den Gesetzestafeln (links) sowie Aaron mit Stab und Rauchfass (rechts) in den Farben Weiß, Blau, Grau und Gold. In der Mitte der Kanzel findet sich Christus mit der Weltkugel in der Hand, rechts und links davon die vier Evangelisten mit ihren Symbolen: Johannes mit dem Adler, Matthäus mit dem geflügelten Menschen, Lukas mit dem Stier, Markus mit dem Löwen. Diese sind vollplastisch in Muschelnischen zwischen Akanthusgehängen geschnitzt.
Als Sinnbild des Heiligen Geistes schwebt unter dem kronenartigen Schalldeckel mit Akanthuslaubbekrönung eine Taube. Obenauf, vermutlich ehemals hinter dem mit Buntglas ausgestatteten Fenster in der Ostwand, befindet sich der Auferstandene mit der Siegesfahne, den rechts und links je ein Engel umgeben, die auf den Enden eines gebrochenen Schweifgiebels stehen. Die seitlich gedrehten korinthischen Säulen neben der Kanzel sind mit Weinlaub umwunden. Dahinter befinden sich geschnitzte Altarwangen aus durchbrochenem Akanthusgerank. Über den Seitentüren befinden sich die Einsetzungsworte in ebenfalls von Akanthusblättern gerahmten Spruchkartuschen.
Vor dem Altar standen zwei Altarleuchten aus Messing, die aus dem Jahr 1668 stammen und folgende Inschriften trugen: Auf dem einen: ZIRISACVS + SCHLITER D KI CHEN [„Kirchen“] FERECHRET [„verehret“] 1668. Auf dem anderen: ZIRACVS SCHLITER BISTORF DKE ANNO 1668 AR:
In der Sakristei befand sich ein älteres Kruzifix, das neuere auf dem Altar mit vergoldetem Korpus war anlässlich ihrer Hochzeit 1905 ein Geschenk von Emma Richter, der Tochter des Ortsvorstehers Wilhelm Richter.

#### Liturgische Gegenstände
An Abendmahlgeräten gab es einen silbernen Abendmahlskelch von 1859 (Geschenk von A. Borchert), eine silberne Abendmahlskanne von 1868 (Geschenk von Andreas Borchert), eine silberne Hostiendose von 1908 (Geschenk von Martha Richter anlässlich ihrer Hochzeit), ein Hostienhalter sowie ein kleiner silberner Kelch, beide ohne Inschrift. An Taufgeräten fanden sich u. a. ein versilbertes Taufbecken von 1909 und eine versilberte Taufkanne von 1913 (Geschenk des Pastors Heinrich Jürgens anlässlich der Konfirmation seiner Söhne). Zudem gab es ein älteres Taufbecken aus Messing mit gestanztem Rand ohne Inschrift sowie eine Taufkanne aus Zinn von 1800.
Ein alter, samtgestickter Klingelbeutel, dessen Reste im Pfarrarchiv aufbewahrt wurden, trug die Inschrift: Katharina Elisabetha Haldensleben der Kirchen zu Bisdorf Anno 1692. Er war offenbar eine Arbeit und ein Geschenk der Frau Pfarrer Haldensleben. Der Rand des Klingelbeutels stammte noch aus dem Jahr 1722, der Beutel selbst wurde im 19. Jahrhundert erneuert.

#### Chorstühle und Priechen
Priechen gab es offenbar ursprünglich auf beiden Seiten, jene an der Südseite wurde 1874 entfernt. Auch wurde im Zuge der damaligen Umbauarbeiten die Tür an der Nordwand unter dem zweiten Fenster zugemauert. Das Inventar wurde vom Institut für Denkmalpflege Halle im Zuge der Stilllegung 1970 dokumentiert, demnach war die Nordempore längsgefeldert zwischen vertieft gefelderten Pilastern. Auch hat es offenbar eine Westempore (also an der Turmwand) gegeben, mit Ohrenfeldern zwischen kannelierten Pilastern und mit Diamantschnitt am Sockel, wo sich auch die Orgel befand.

#### Orgel
Laut Pastor Jürgens hatte die Bisdorfer Kirche schon lange eine Orgel. Zum Jubiläum der Augustanoe Confessionis am 25. Juni 1730 wurde diese fast ganz neu von H. David Zuvorlieren, Orgelbauer in Bährenburg (Bernburg), gefertigt. 1833 war eine große Orgelreparatur für 94 Thaler 12 Groschen von Löwe in Stassfurt erforderlich geworden.
1881 stifteten die Hinterbliebenen des Gutsbesitzers Andreas Borchert eine ganz neue Orgel von 14 klingenden Stimmen (Register), erbaut vom Orgelbaumeister Voigt in Halberstadt für 3.800 M, mit folgender Inschrift: „Dem Andenken des Gutsbesitzers Andreas Borchert geb. 20. Februar 1810, gest. d. 23. Juni 1879, gestiftet von seiner Witwe und seinen Kindern 1881.“ Diese verfügte über mechanische Schleifladen, zwei Manuale und Pedal.
Ihre Disposition lautete:
- Hauptwerk: Prinzipal 8′ ganz klingend im Prospekt, (jene wurden 1917 kriegsbedingt abgeliefert und vermutlich nie ersetzt), Bordun 16′, Gambe 8′, Hohlflöte 8′, Octave 4′, Octave 2′, Mixtur 2′ 3fach
- Oberwerk: Salicional 8′, Liebl. Gedackt 8′, Geigenprinzipal 4′, Flöte 4′
- Pedal: Subbaß 16′, Prinzipalbaß 8′, Violon 8′

Spielhilfen: Manualkoppel, Pedalkoppel; zwei Kastenbälge mit Fußbetrieb. Der Winddruck der Orgel betrug 75 mm/Wassersäule. Umfang der Manuale: C–f3, Umfang des Pedals: C–d1.
1917 mussten mehrere Orgelpfeifen für Kriegszwecke abmontiert werden, wofür 343,35 Mark und 35 Mark Ausbauvergütung bezahlt wurden. Im Rahmen einer Begehung des Konsistoriums aus Magdeburg 1960 stellte man fest, dass die Kirche St. Sebastian über eine Orgel verfügt, deren Klang besser zu sein schien als der in der Kirche St. Margareten in Borne. Bald darauf kündigte Diakon Stopka an, wegen des Orgelverkaufs Kontakt mit der Gemeinde Schönebeck/Frohse aufzunehmen. Es folgte ein reger Schriftverkehr seitens Diakon Stopka, um Abriss und Inventarverkauf der Kirche schnell voranzubringen, wobei er dabei immer wieder Geld vom Konsistorium forderte. Nach Recherchen des Orgelsachverständigen Werner Jankowski wurde die Orgel schließlich zerlegt und in der ebenfalls leerstehenden und verfallenden St.-Laurentius-Kirche in Frohse gelagert. Dort war sie jedoch frei zugänglich und von Jugendlichen unvorsichtig behandelt, so dass eine weitere Nutzung zu ihrem ursprünglichen Zweck unwahrscheinlich wurde.

#### Heizung
1903 schenkte Amtsrat Schäper von Wolmirsleben der Bisdorfer Kirche zwei eiserne Kanonenöfen. Sie wurden an der Südseite aufgestellt und befanden sich noch bis Ende 2020 in der Kirche St. Margareten in Borne.

### Kirchhof

St. Sebastian, östlicher Kirchgarten (ca. 1960er Jahre)

Der alte Kirchhof war früher Begräbnisplatz. Er wurde aber offenbar auch als alltäglicher Durchgang benutzt, weshalb 1751 angeordnet wurde, dass an der südlichen Seite eine neue Pforte errichtet werde, damit das Vieh nicht auf den Kirchhof läuft, die Gräber aufwühlt und Maulbeerbäume beschädigt. Ab 1842 wurde ein neuer Kirchhof angelegt, seine Einweihung erfolgte durch Pfarrer Grützner. Im Laufe der Zeit wurden weitere Teile des Kirchgartens teils mit Strauchwerk bepflanzt oder als Gemüsegarten genutzt. Erwähnt wird auch ein über 100-jähriger Ginkgobaum im Pfarrgarten, allerdings bleibt unklar, ob es sich um den Bisdorfer oder den Bornschen handelt.